# Печатка Гаваїв

Печатка штату Гаваї

Девіз на печатці штату Гаваї мовою гавайців Уа мау кее еа ка аіена і йа поно" -«Ua mau ke ea o ka 'āina i ka pono» (Життя землі увічнюють справедливости).
Ліворуч — Камехамеха І, перший король Островів Гаваї. Правуруч богиня волі, яка несе прапор Гаваїв. Вони обоє підтримують щит з Гербом Гаваїв.
1959 р. Президент США Дуайт Девід Ейзенхауер (англ. Dwight D. Eisenhower), підписав закон, котрий визнав Гаваї штатом.